# Rafael Nieto Compeán
Rafael Nieto Compeán (Cerritos, San Luis Potosí, 24 de octubre de 1883 - Sierre, Suiza, 11 de abril de 1926) fue un político mexicano. De joven se unió a la Revolución Mexicana y alcanzó varios puestos de importancia.

## Datos biográficos
A lo largo de su carrera logró ser diputado constituyente en 1917 posteriormente el presidente Venustiano Carranza lo designó secretario de Hacienda y Crédito Público, en donde fue el encargado de hacer el cambio de todo el papel moneda que se emitió durante la Revolución, por moneda metálica. Fue además, diputado y gobernador de San Luis Potosí (1920-1923). Al final de su carrera fue ministro plenipotenciario de México en Suecia e Italia y presidente de la compañía Ferrocarriles Nacionales de México. Como gobernador fue obrerista y agrarista. Con el Decreto 103, el 8 de enero de 1923, reconoció y se otorgó el derecho al voto a las mujeres en el estado de San Luis Potosí. En 1926 fue derogado este decreto. 
Escribió un libro llamado Más allá de la patria..., en el que hace estudios sociológicos y financieros.